# Raphaël Pujazon
Raphaël Pujazon (El Campillo, Huelva, 12 de febrero de 1918-Alès, Francia, 22 de febrero de 2000) fue un atleta francés de origen español especializado en la prueba de 3000 m obstáculos, en la que consiguió ser campeón europeo en 1946.

## Carrera deportiva
Pujazon fue Campeón de Francia de campo a través ininterrumpidamente entre 1944 y 1949 y se impuso en el Cross de las Naciones (denominación que recibía por aquel entonces el Campeonato del Mundo de campo a través oficioso) en las ediciones de 1946 y 1947.
A esos dos títulos, añadió Pujazon otros cuatro títulos de Campeón del Mundo de campo a través por equipos con Francia en los años 1946, 1947, 1949 y 1950 y uno de Subcampeón del Mundo individual en 1949.
En el Campeonato Europeo de Atletismo de 1946 también ganó la medalla de oro en los 3000 m obstáculos, llegando a meta en un tiempo de 9:01.4 segundos, por delante de los suecos Erik Elmsäter y Tore Sjöstrand (bronce con 9:14.0 segundos).